# Darmstadt-Kranichstein
Kranichstein er en nordlig bydel af Darmstadt.